# Petersfische
Die Petersfische (Zeidae) wurden nach Zeus, dem Obersten Gott der griechischen Mythologie, benannt. Die Tiere leben im Atlantik, im Indischen Ozean und im Pazifik. Alle Arten werden kommerziell mit Tiefseeschleppnetzen gefangen. 

## Gestalt
Alle Petersfische teilen den gleichen hohen, zusammengedrückten Körperbau, den großen Kopf mit dem charakteristischen konkaven Profil und das große Maul. Das Maul ist bei der Gattung Zenopsis deutlich oberständig. Die Kiefer sind massiv.
Die Tiere haben einen hohen Rücken. Die große erste, hartstrahlige Rückenflosse hat 7–10 Strahlen, die bei erwachsenen Fischen oft fadenförmig verlängert sind. Die zweite, weichstrahlige Rückenflosse hat 22–37 Strahlen. Der Schwanzstiel ist dünn und die Schwanzflosse klein. Die Brustflossen sind klein, kurz und von runder Form. Bauchflossen verlängert. Ungewöhnlich ist, dass auch die Afterflosse aus zwei Teilen besteht. Der erste Teil hat 1–4 harte Strahlen und der zweite weichstrahlige Teil 20–39 Flossenstrahlen. Entlang des Bauches sowie an der Basis der Rücken- und der Afterflosse ziehen sich Knochenplatten, die einen gepanzerten Kiel bilden.
Die gewöhnlich hell silbern glänzenden Tiere haben keine oder sehr kleine Schuppen. Auf der Flanke tragen sie manchmal einen dunklen Fleck. Zeus capensis und der auch in europäischen Gewässern vorkommende Heringskönig (Zeus faber) werden 90 Zentimeter lang. Die anderen vier Arten bleiben kleiner.

## Lebensweise
Die im freien Wasser lebenden Fische halten sich gewöhnlich in mittleren Wassertiefen oder über schlammigen Gründen in Tiefen von 50 bis 500 Metern über den Kontinentalsockeln auf. Es sind langsame Schwimmer, die ihre Rücken- und Afterflossen zum Antrieb nutzen. Die paarigen Flossen dienen der Balance oder bei Richtungsänderungen.

## Ernährung
Junge Petersfische ernähren sich von Zooplankton, adulte Tiere jagen Schwarmfische, wie Heringe, Sardinen, junge Makrelen, oder fressen auch Kopffüßer wie Kalmare. Sie selbst werden Opfer von Haien.

## Vermehrung
Petersfische sind Freilaicher. Die Eier sind schwerer als das Wasser, sinken zu Boden und haften am Substrat. Die Fische wachsen schnell und werden mit 3 bis 4 Jahren geschlechtsreif.
Man kennt sie fossil seit dem Oligozän, der jüngsten Stufe des Paläogens, vor etwa 20 bis 30 Millionen Jahren.

## Systematik

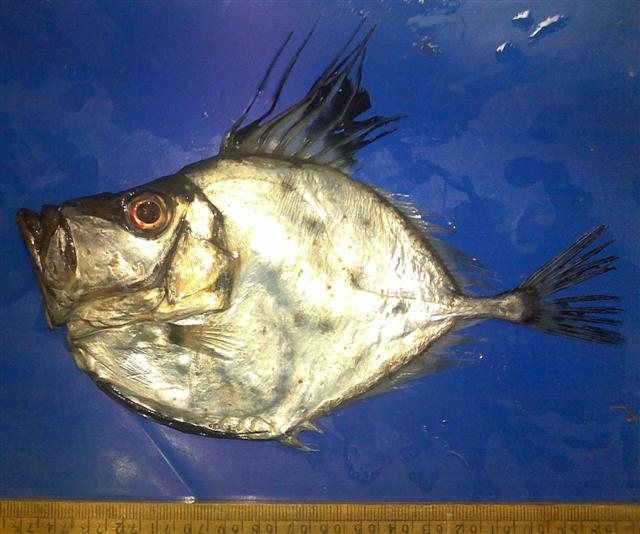
Zenopsis conchifer

Es gibt zwei Gattungen mit sieben Arten:
- Gattung Zenopsis Gill, 1862.
  - Zenopsis conchifer (Lowe, 1852).
  - Zenopsis filamentosa  Kai & Tashiro, 2019.[1]
  - Zenopsis nebulosa (Temminck & Schlegel, 1845).
  - Zenopsis oblonga Parin, 1989.
  - Zenopsis stabilispinosa Nakabo et al., 2006.
- Gattung Zeus Linnaeus, 1758.
  - Zeus capensis Valenciennes, 1835.
  - Petersfisch (Zeus faber) Linnaeus, 1758.